# Boris Anrep

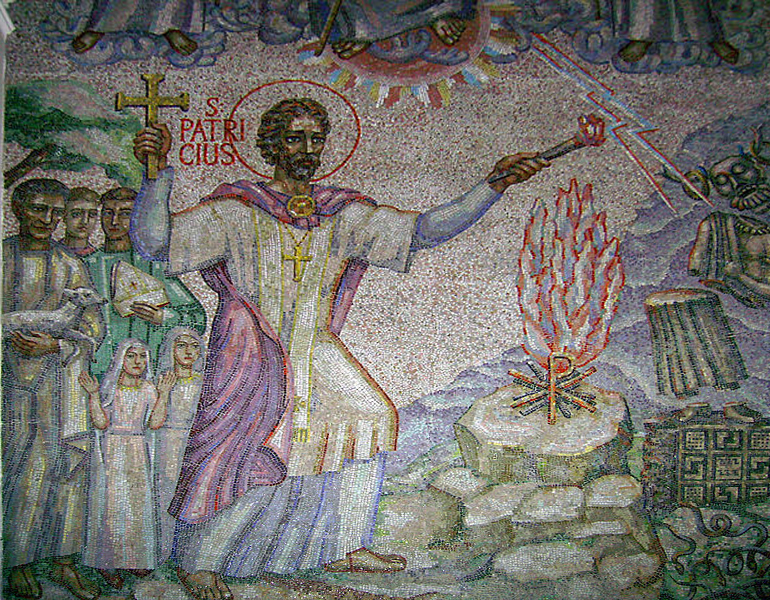
Mozaic înfăţişându-l pe Sfântul Patrick

Boris Antrep (în rusă: Борис Анреп, n. 27 septembrie 1883 – d. 7 iunie 1969) a fost artist vizual rus.
A emigrat în Anglia în 1917. Are opere în domeniul mozaicului.